# Witold Szmuljan
Witold Lwowicz Szmuljan, ros. Витольд Львович Шмульян (ur. 29 sierpnia 1914 w Chersoniu, zm. 27 sierpnia 1944 w Warszawie) – radziecki matematyk pochodzenia żydowskiego, zajmujący się analizą funkcjonalną.

## Biografia
Był synem Lejby (Lwa) Judielewicza (Juljewicza) Szmuljana i Izabełły Sołomonownej Lewickiej. Dzieciństwo spędził w Odessie. W 1936 ukończył studia na Wydziale Fizyki i Matematyki Uniwersytetu w Odessie, gdzie następnie podjął studia doktoranckie. W 1939 uzyskał tytuł kandydata nauk na podstawie rozprawy napisanej pod kierunkiem Marka Krejna. Od 1940 pracował nad habilitacją w moskiewskim Instytucie Matematycznym im. W. A. Stiekłowa.  Nie był członkiem KPZR.
W 1941, kiedy front wschodni zbliżył się do Moskwy, wstąpił do jednej z kilkunastu dywizji moskiewskiego pospolitego ruszenia (ochotniczych oddziałów złożonych z tych, którzy nie podlegali poborowi do wojska). Był dowódcą plutonu rekonesansu topograficznego 969 pułku artylerii 60 dywizji strzelców w stopniu porucznika. W czasie walk o miasto Siewsk w 1943 został odznaczony medalem „Za odwagę”, a w 1944 – za udział w operacji poleskiej – Orderem Wojny Ojczyźnianej II klasy. Zginął w czasie walk o Pragę i został tam pochowany.
Jego żoną była matematyk Wiera Gantmachier.

## Dorobek naukowy
Zajmował się przestrzeniami liniowo-topologicznymi oraz zbiorami zwartymi oraz wypukłymi w tych przestrzeniach. Od jego nazwiska pochodzi nazwa twierdzenia Eberleina-Szmuljana oraz twierdzenia Krejna-Szmuljana.